# Catonia intricata
Catonia intricata är en insektsart som beskrevs av Philip Reese Uhler 1895. Catonia intricata ingår i släktet Catonia och familjen vedstritar. Inga underarter finns listade i Catalogue of Life.